# Petrozavodsk
Petrozavodsk (in russo Петрозаводск?; in careliano, vepso e finlandese Petroskoi; in svedese Onegaborg) è una città della Russia, capitale della Repubblica di Carelia e capoluogo del rajon Prionežskij.

## Storia
La prima traccia della città si ha nella carta geografica di Abramo Ortelio in cui si trova un centro abitato di nome Onegaborg all'incirca nella zona corrispondente alla città attuale; la storia ufficiale della città inizia comunque nel XIII secolo.
Il nome russo Petrozavodsk significa letteralmente "fabbrica di Pietro" e fa riferimento al fatto che il primo insediamento russo, fondato su ordine di Pietro il Grande il 29 agosto 1703, nacque per esigenze legate alla fondazione di San Pietroburgo. Nel 1734 la fabbrica venne chiusa, ma la popolazione rimase, e nel 1773 Caterina II fece riaprire una nuova fonderia a scopi militari.

## Geografia fisica
La cittadina sorge sulla riva occidentale del lago Onega e da essa partono gli aliscafi per le isole Kiži.

### Clima
| Petrozavodsk (1991-2020) Fonte: | Mesi         | Mesi         | Mesi         | Mesi         | Mesi        | Mesi        | Mesi        | Mesi        | Mesi        | Mesi         | Mesi         | Mesi         | Stagioni | Stagioni | Stagioni | Stagioni | Anno  |
| Petrozavodsk (1991-2020) Fonte: | Gen          | Feb          | Mar          | Apr          | Mag         | Giu         | Lug         | Ago         | Set         | Ott          | Nov          | Dic          | Inv      | Pri      | Est      | Aut      | Anno  |
| ------------------------------- | ------------ | ------------ | ------------ | ------------ | ----------- | ----------- | ----------- | ----------- | ----------- | ------------ | ------------ | ------------ | -------- | -------- | -------- | -------- | ----- |
| T. max. media (°C)              | −5,7         | −5,2         | 0,0          | 6,7          | 13,8        | 18,8        | 21,5        | 19,3        | 13,6        | 6,4          | 0,2          | −3,3         | −4,7     | 6,8      | 19,9     | 6,7      | 7,2   |
| T. media (°C)                   | −8,4         | −8,2         | −3,5         | 2,5          | 8,9         | 14,1        | 17,1        | 15,0        | 10,0        | 3,8          | −1,9         | −5,6         | −7,4     | 2,6      | 15,4     | 4,0      | 3,7   |
| T. min. media (°C)              | −11,4        | −11,4        | −6,9         | −1,3         | 4,1         | 9,4         | 12,7        | 11,1        | 6,8         | 1,5          | −4,1         | −8,1         | −10,3    | −1,4     | 11,1     | 1,4      | 0,2   |
| T. max. assoluta (°C)           | 5,5 (2020)   | 7,3 (1990)   | 15,5 (2007)  | 24,2 (2000)  | 33,0 (2014) | 34,3 (2021) | 33,9 (2010) | 32,4 (2010) | 28,5 (1938) | 21,3 (2005)  | 11,1 (2005)  | 9,4 (2006)   | 9,4      | 33,0     | 34,3     | 28,5     | 34,3  |
| T. min. assoluta (°C)           | −41,6 (1987) | −39,3 (1946) | −30,0 (1945) | −19,3 (1998) | −9,8 (1941) | −2,6 (1962) | −0,1 (1958) | −1,7 (1980) | −5,0 (1973) | −13,4 (1992) | −27,5 (1955) | −36,8 (1978) | −41,6    | −30,0    | −2,6     | −27,5    | −41,6 |
| Nuvolosità (okta al giorno)     | 7,9          | 7,6          | 7,1          | 6,9          | 6,9         | 7,0         | 6,9         | 7,2         | 7,7         | 8,2          | 8,7          | 8,5          | 8,0      | 7,0      | 7,0      | 8,2      | 7,6   |
| Precipitazioni (mm)             | 38           | 29           | 31           | 32           | 48          | 61          | 82          | 81          | 59          | 56           | 51           | 44           | 111      | 111      | 224      | 166      | 612   |
| Giorni di pioggia               | 4            | 3            | 6            | 11           | 16          | 18          | 18          | 18          | 20          | 19           | 11           | 6            | 13       | 33       | 54       | 50       | 150   |
| Nevicate (cm)                   | 16           | 21           | 22           | 5            | 0           | 0           | 0           | 0           | 0           | 0            | 5            | 11           | 48       | 27       | 0        | 5        | 80    |
| Giorni di neve                  | 26           | 24           | 20           | 10           | 4           | 0,3         | 0,0         | 0,0         | 1,0         | 8,0          | 20,0         | 27,0         | 77,0     | 34,0     | 0,3      | 29,0     | 140,3 |
| Giorni di nebbia                | 1            | 1            | 3            | 3            | 2           | 2           | 2           | 2           | 3           | 3            | 2            | 1            | 3        | 8        | 6        | 8        | 25    |
| Umidità relativa media (%)      | 87           | 85           | 80           | 70           | 66          | 71          | 75          | 80          | 84          | 86           | 89           | 89           | 87       | 72       | 75,3     | 86,3     | 80,2  |
| Vento (direzione-m/s)           | W 3,1        | W 3,1        | SW 3,1       | SW 2,9       | E 2,8       | E 2,5       | SW 2,2      | SW 2,3      | SW 2,5      | SW 3,0       | W 3,1        | W 3,1        | 3,1      | 2,9      | 2,3      | 2,9      | 2,8   |

## Infrastrutture e trasporti
È collegata alla capitale Mosca anche con un servizio ferroviario effettuato con il treno Karelia. La città dispone anche di un aeroporto.

## Popolazione
Abitanti censiti

## Amministrazione

### Gemellaggi
- Echmiadzin - Armenia
- Brėst - Bielorussia
- Nyborg - Danimarca
- Helsinki - Finlandia
- Joensuu - Finlandia
- Varkaus - Finlandia
- La Rochelle - Francia
- Neubrandenburg - Germania
- Tubinga - Germania
- Portomaggiore - Italia
- Alytus - Lituania
- Mo i Rana - Norvegia
- Umeå - Svezia
- Mykolaïv - Ucraina
- Duluth - Stati Uniti